# Bohdan Wasiutyński

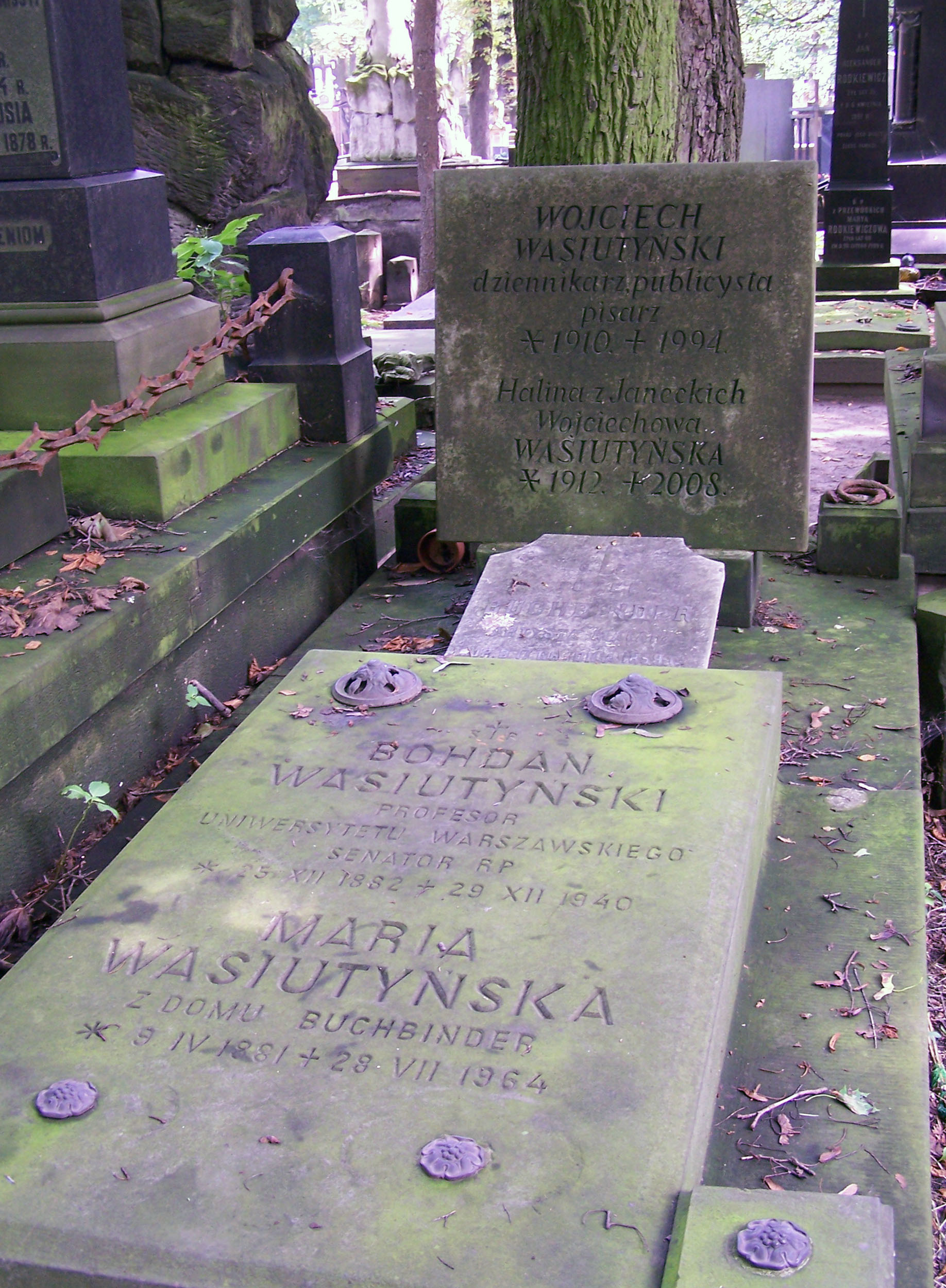
Grób Bohdana i Wojciecha Wasiutyńskich na Starych Powązkach

Bohdan Szczepan Ksawery Wasiutyński (ur. 25 grudnia 1882, zm. 29 grudnia 1940 w Warszawie) – prawnik i publicysta narodowo-demokratyczny, senator II i III kadencji w II Rzeczypospolitej.

## Życiorys
Studia prawnicze odbywał w Warszawie, w Berlinie i w Monachium. W 1904 został kandydatem nauk prawnych Uniwersytetu Warszawskiego.  
Członek Ligi Narodowej, w latach 1908–1915 redaktor „Przeglądu Narodowego”, w latach 1915–1917 współredaktor „Sprawy Polskiej” w Piotrogrodzie i wydawca „Dziennika Polskiego”, od sierpnia 1917 współorganizator i jeden z aktywniejszych działaczy Rady Polskiej Zjednoczenia Międzypartyjnego. 
W dwudziestoleciu międzywojennym od 1921 profesor prawa administracyjnego   Uniwersytetu w Poznaniu, a od 1924 w Warszawie. 
Był senatorem z ramienia Stronnictwa Narodowego. Był bliskim współpracownikiem i przyjacielem Romana Dmowskiego. Był członkiem jako hospitant Komitetu Narodowego Polskiego. W lipcu 1917 roku został członkiem Rady Polskiej Zjednoczenia Międzypartyjnego w Moskwie. 
W latach 1928–1935 zasiadał w Senacie w czasie 2 kolejnych kadencji, II (1928–1930) i III (1930–1935). Senator w 1928 roku, wybrany z listy Związku Ludowo-Narodowego z miasta Warszawy. 
Był Filistrem honoris causa Polskiej Korporacji Akademickiej Baltia. Jego trzech synów należało do korporacji.
Ojciec m.in. publicysty Wojciecha Wasiutyńskiego i artystki Katarzyny Latałło.
Pochowany na cmentarzu Powązkowskim w Warszawie (kwatera 30 wprost-2-5).

## Wybrane publikacje[5]
- 1904 Ubezpieczenie robotników w Europie Zachodniej
- 1906 Administracja lokalna Królestwa Polskiego 1807 - 1905 wobec samorządu ziemskiego
- 1906 Ruch wychodźczy z Królestwa Polskiego
- 1912 Z listów do przyjaciela
- 1917 Zjednoczenie jako warunek niepodległości politycznej i ekonomicznej
- 1923 Z powodu właściwości Najwyższego Trybunału Administracyjnego[6]
- 1924 Nasza Ojczyzna Ziemia. - Naród. - Państwo.
- 1926 Milczenie władz administracyjnych[7]
- 1927 Praworządność
- 1928 Ewolucja  prawa  robotniczego[8]
- 1931 Ludność żydowska w Polsce w wiekach XIX i XX Studjum statystyczne
- 1933 (3. wyd.) Ustrój władz administracyjnych rządowych i samorządowych
- 1936 Czynności nadzorcze w nowym ustroju samorządowym[9]
- Polskie prawo administracyjne w zarysie (współautor z K. W. Kumanieckim i J. K. Panejką)
- Samorząd uniwersytecki
- Udział czynnika obywatelskiego w administracji